# Chiesa di Santa Maria e San Frediano
La chiesa di Santa Maria e San Frediano è un luogo di culto cattolico situato a Pavana, nel comune di Sambuca Pistoiese, in Toscana.
La chiesa risale al tardo Settecento, ma l'esistenza di un precedente edificio è confermata dai numerosi oggetti seicenteschi che fanno parte del suo patrimonio: in particolare il ricco altare in legno intagliato e dipinto, manufatto tipico delle zone di montagna dove oggetti simili sono capillarmente diffusi e che talvolta presentano caratteristiche di notevole livello artistico.